# Afløsningsordbog
Afløsningsordbog er en ordbog skrevet af Knud Hjortø og udgivet af foreningen Samfundet Modersmaalet i 1933.
Ordbogen indeholder forslag til danske afløsningsord for omkring 3.000 fremmedord. Afløsningsordbogen er tilgængelig på internettet.